# Гончарук, Сергей Олегович
Серге́й Оле́гович Гончару́к (род. 13 июля 1999, Тольятти, Самарская область) — российский хоккеист, нападающий нижегородского «Торпедо».

## Биография

### Юниорская карьера
Сергей Гончарук родился 13 июля 1999 года в Тольятти. В детстве с отцом часто ходил на хоккейные матчи тольттинской «Лады». Отец сам играл в хоккей, но на профессиональный уровень не вышел. В возрасте Гончарук был отдан в местную ДЮСШОР «Лада». До 13 лет тренировался в Тольятти, затем переехал в ДЮСШОР «Дмитров». Играл также за СШОР «Балашиха», «Капитан» из Ступино.

### Карьера в МХЛ
В возрасте 16-ти лет на ярмарке юниоров КХЛ 2016 года был выбран в 4 раунде под общим 107-м номером клубом «Адмирал» Владивосток. Был отправлен в молодёжную команду «Тайфун».
В сезоне МХЛ 2016/17 сыграл 16 матчей, забил шайбу.
В сезоне МХЛ 2017/18 сыграл 57 игр, набрал 43 (17+26) очков по системе «гол+пас».
Перед сезоном МХЛ 2018/19 его забрал клуб «Атланты» Мытищи. Гончарук сыграл 53 матча, в которых набрал 53 очка (25+28).

### Карьера в КХЛ
Гончарук не играл в ВХЛ. На вопрос почему так получилось хоккеист ответил::
Я ничего против ВХЛ не имею. Уважаю ребят, которые там играют. Уважаю вообще в целом хоккей, любую лигу. Но, наверное, хорошо, что я пропустил этот шаг, начал выстраивать себя как игрока сразу в КХЛ. Тут другой хоккей, ехать из ВХЛ сюда очень тяжело.
За три сезона в МХЛ провёл 126 матчей и набрать 97 очков. В декабре 2018 года с Гончаруком подписал контракт хоккейный клуб «Торпедо» из Нижнего Новгорода. В сезоне 2019/20 Гончарук дебютировал в КХЛ. В матче на выезде против минского «Динамо» (6:0) сыграл 10 минут, забросил шайбу, отдал две результативные передачи. В сезоне сыграл 45 матчей, в которых набрал 7 (3+4) очков. В плей-офф провёл три матча.
В сезоне 2020/21 Гончарук сыграл 53 матча, забросил десять шайб и отдал одну результативную передачу. В плей-офф сыграл 4 матча, очков в них не набрал. По окончании сезона продлил контракт ещё на два года.
В сезоне 2021/22 сыграл 36 матчей, набрал 4 (3+1) очка.
В сезоне 2022/23 сыграл 60 матчей, набрал 39 (26+13) очков. В плей-офф сыграл 10 матчей, набрал 5 (4+1) очков. В середине сезона продлил контракт на два сезона.
В сезоне 2023/24 сыграл 35 матчей, набрал 17 (5+12) очков. В плей-офф сыграл 5 матчей, забросил 3 шайбы и отдал одну результативную передачу.

### Карьера с сборной
За сборную России дебютировал в ноябре 2021 года на Кубке Германии. В матче против Швейцарии (2:3) набрал своё первое очко за сборную, забросив шайбу.

## Личная жизнь
Любимыми хоккеистами Сергей называет Алексея Ковалёва и Александра Бойкова.

## Статистика
| Легенда | Легенда                    | Легенда | Легенда                   | Легенда | Легенда    |
| ------- | -------------------------- | ------- | ------------------------- | ------- | ---------- |
| И       | Количество проведённых игр | Штр     | Штрафное время            | +/−     | Плюс-минус |
| Г       | Голы                       | П       | Голевые передачи          | О       | Очки       |
| -       | Статистика неизвестна      | —       | Статистика не учитывалась |         |            |

## Факты
О выборе номера игрока Сергей Гончарук рассказывал, что в детстве у него было несколько вариантов. Первым вариантом был номер 99, из-за года рождения — 1999 год. Вторым вариантом стал номер 13, из-за даты рождения Сергея — 13 июля. Третьим вариантом стал номер 27, потому как под этим номером играл его кумир — Алексей Ковалёв. Выбор пал на номер 27, а его отец поддержал желание сына.